# Thomas Gaskell Tutin
Thomas Gaskell Tutin (21 de abril de 1908 - 7 de octubre de 1987) fue un botánico, algólogo, paleontólogo inglés .
Hijo único de Frank, químico, y de Jane Tutin. Su padre trabajaba en el Real Jardín Botánico de Kew, interesándose Thomas muy temprano en la Historia natural: Botánica, y en las mariposas. Muy pronto concurrió a los Jardines Botánicos de Kew, donde acumuló sólida enseñanza en la Botánica.
Estudia en el "Colegio Cotham Grammar de Bristol", de 1920 a 1927, para entrar al "Colegio Downing de Cambridge". Recibió influencias de Humphrey Gilbert-Casing (1884-1969), el director del Jardín botánico de Cambridge de 1921 a 1950. Tutin que prestaba más atención por la Zoología, cambió de parecer gracias a los cursos de Gilbert-Casing; y en particular se interesó en la Taxonomía. También fue influenciado por sus asiduas visitas a la Sociedad de Historia Natural de Cambridge, donde hizo de amigos, como Paul W. Richards (1908-1995) y Edmund F. Warburg (1908-1966). Todos ellos herborizaban el hinterland junto a otros futuros botánicos como John S.L. Gilmour (1906-1986). Tutin se fue especializándose en el género Carex y en las gramíneas.
En su segundo años de estudios participa de una expedición botánica a Azores y a Madeira, con E.F.Warb.Warburg, Michelmore (1906-), Kitching (1908-1996), Balfour-Browne (1874-1967). Warburg y Tutin publicarían dos artículos sobre este viaje.
Por invitación del profesor Seward (1863-1941), estudia las colecciones de fitofósiles en un laboratorio, donde se cruzaría con Thomas M. Harris (1903-1983). Tutin realiza en los años siguientes grandes herborizaciones tanto en Inglaterra, como en España (1931) con Paul Richards y William Gourlay. Tutin se une en 1933 a otra expedición botánica organizada por Cambridge hacia Guyana Británica donde trabaja a la par con George S. Carter (1893-?) y Edward N. Willmer (1902-2001). Allí dscubre la Botánica tropical.
En 1934, trabaja en el "Laboratorio de la Asociación Biológica Marina de Plymouth", investigando las causas de una enfermedad afectando a Zostera . En 1937, deja Plymouth para tomar parte en una expedición organizada por Percy Sladen Trust al lago Titicaca liderada por Hugh C. Gilson (1910-2000).
En 1939, Tutin obtiene su Ms. Sc. en el Departamento de Botánica de la Universidad de Mánchester. Desarrolla estudios sobre la flora planktónica de algas del lago Titicaca, continua con tales estudios, gracias a la cercanía de lagos y al Laboratory de la Asociación Biológica de Agua Dulce en Wray Castle. Allí se encuentra con la que sería su esposa: Winifred Anne Pennington, y futura miembro de la Royal Society. Tutin avanza en su teoría del clímax de los grandes lagos. Durante la Segunda Guerra Mundial estuvo en los Servicios de Inteligencia del Almirantazgo en Cambridge.
En 1947, es primer profesor de Botánica en la Universidad de Leicester. Arthur G. Tansley (1871-1955) sugiere que Tutin lleve a cabo la nueva British flora. La anterior Flora Británica era la de Sir Joseph D. Hooker (1817-1911) con su 1ª publicación en 1870 y la última revisión de 1884. Sir Tansley agrega a Arthur Clapham (1904-1990) y a Edmund Warburg (1908-1966) en el comité editorial. Paul W. Richards (1908-1995) escribe la parte de Juncaceae. Esta Flora of the Bristish Isles , de 1.600 pp., aparece en 1952, y la 2ª edición en 1962, una tercera en 1987, para finalizar con una versión de bolsillo en 1959 (reimpresa en 1968 y 1981).
Para el "Congreso de Botánica de París de 1954", se lanza el proyecto de la "Flora Europea". Tutin toma parte en el comité a cargo de su realización, contando con David H. Valentine (1912-1987), Norman A. Burges (1911-2002), Vernon H. Heywood (1927-), Stuart Walters (1920-2005), David A. Webb (1912-1994). Esta Flora Europaea (1964-1980), cuenta con 5 volúmenes, veinticinco años de trabajo y 175 autores.

## Honores
En 1977, recibe la Medalla linneana en reconocimiento a su obra en Taxonomía vegetal, y en 1979, el título de "doctor honoris causa" por el Trinity College de Dublín.

### Eponimia
- (Asteraceae) Atractylis tutinii Franco[1]

- (Lamiaceae) Mentha × tutinii P.Silva[2]
- La abreviatura «Tutin» se emplea para indicar a Thomas Gaskell Tutin como autoridad en la descripción y clasificación científica de los vegetales.[3]

## Literatura
- Anthony David Bradshaw. Thomas Gaskell Tutin, 21 April 1908–7 October 1987. En: Biographical Memoirs of Fellows of the Royal Society. Vol. 38, 1992, pp. 360−375, JSTOR
- Frans Antonie Stafleu, Richard Sumner Cowan. Taxonomic literature. A selective guide to botanical publications and collections with dates, commentaries and types. 2ª ed. Vol. VI: Sti–Vuy. Regnum Vegetabile 115. Utrecht. Ed. Bohn, Scheltema & Holkema. 1986. ISBN 90-313-0714-9 online pp. 556–557

## Fuente
- Anthony David Bradshaw. 1992. Thomas Gaskell Tutin. 21 April 1908-7 October 1987. Biographical Memoirs of Fellows of the Royal Society , 38 : 360-375.